# 12828 Batteas
12828 Batteas este un asteroid din centura principală de asteroizi.

## Descriere
12828 Batteas este un asteroid din centura principală de asteroizi. A fost descoperit pe 3 ianuarie 1997 la Kitt Peak National Observatory în cadrul proiectului Spacewatch. Asteroidul prezintă o orbită caracterizată de o semiaxă mare de 2,26 ua, o excentricitate de 0,13 și o înclinație de 3,7° în raport cu ecliptica.